# Ambrons
La nation des Ambrons (latin : Ambrones) apparaît brièvement au IIe siècle av. J.-C., alors qu'ils migrent en même temps que les Cimbres, les Teutons et les Tigurins durant ce qu'on appellera la « guerre des Cimbres ».
Ils disparaissent des chroniques après avoir été vaincus avec leurs compagnons de route en -102. Ils ont été estimés à 30 000 parmi une vague migratoire de 100 000 à 300 000 personnes.

## Origines
Ils pourraient être originaires des contrées nordiques de l'Europe tel que le pays des Ampsivariens, des îles Frisonnes ou du Jutland. Dans ce cas, ils auraient été les voisins des Cimbres et des Teutons. Comme eux, ils pourraient avoir fui la région à cause d'une famine. La rivière Emmer (de) anciennement Ambriuna a aussi été mentionnée comme lieu d'origine des Ambrons. Les Ligures eux-mêmes se nommaient également Ambrones. Si leur origine est inconnue, on les suppose celtes pour deux raisons principales :
1. le nom de leur peuple est relativement proche de celui de nombreuses autres nations celtes (Ambiens ou Ambarres), dont la racine *amb signifierait « de part et d'autre » (d'une rivière ou de deux nations) ;
2. les Ambrones suivent la coutume celte qui consiste à crier le nom de leur peuple dans la bataille[1].

Cependant, les Romains les considéraient comme Germains. Cela suggère peut-être une origine mixte (comme d'ailleurs les Cimbres qui avaient pour roi un certain Boiorix) ou des Celtes germanisés (comme les Éburons).

## Histoire
Les Ambrons participèrent à la guerre des Cimbres, aux côtés des Cimbres et des Teutons vers -120, comme le décrit Jules Michelet :

« Des peuples jusque-là inconnus aux Romains, des Cimbres et des Teutons des bords de la Baltique, (…) étaient descendus vers le midi. Ils avaient ravagé toute l'Illyrie, battu, aux portes de l'Italie, un général romain, et tourné les Alpes vers l'Helvétie dont les principales populations, Ombriens ou Ambrons, Tigurins et Tughènes (Zug) grossirent leur horde. Tous ensemble pénétrèrent dans la Gaule, au nombre de trois cent mille guerriers ; leurs familles, vieillards, femmes et enfans, suivaient dans des chariots. Au nord de la Gaule, ils trouvèrent d'anciennes tribus cimbriques et leur laissèrent, dit-on, en dépôt une partie de leur butin. Mais la Gaule centrale fut dévastée, brûlée, affamée sur leur passage. Les populations des campagnes se réfugièrent dans les villes pour laisser passer le torrent et furent réduites à une telle disette, qu'on essaya de se nourrir de chair humaine. (…) Les Barbares, enhardis, voulaient franchir les Alpes. ils agitaient seulement pour savoir si les Romains seraient réduits en esclavage ou exterminés. »

Il fallut attendre la bataille d'Aquæ Sextiæ en -102 avant Jésus-Christ, pour que Marius puisse enfin battre cette coalition de peuples barbares, qui avaient ravagé entre-temps la péninsule Ibérique.